# Campamento (metropolitana di Madrid)
Campamento è una stazione della linea 5 della metropolitana di Madrid. Si trova sotto alla Avenida del Padre Piquer, nel quartiere di Aluche, nel distretto Latina.

## Storia
La stazione fu aperta al pubblico il 4 febbraio 1961, quando venne inaugurato il Ferrocarril suburbano de Carabanchel, che nel 1980 venne annesso alla linea 10 della metropolitana. Il 22 ottobre 2002 la stazione passò a fare parte della linea 5 insieme alle stazioni di Aluche ed Empalme.

## Accessi
Vestibolo Campamento
- Padre Piquer, pares (pari) Avenida Padre Piquer, 8
- Padre Piquer, impares (dispari) Avenida Padre Piquer, 5